# Sphaeramia

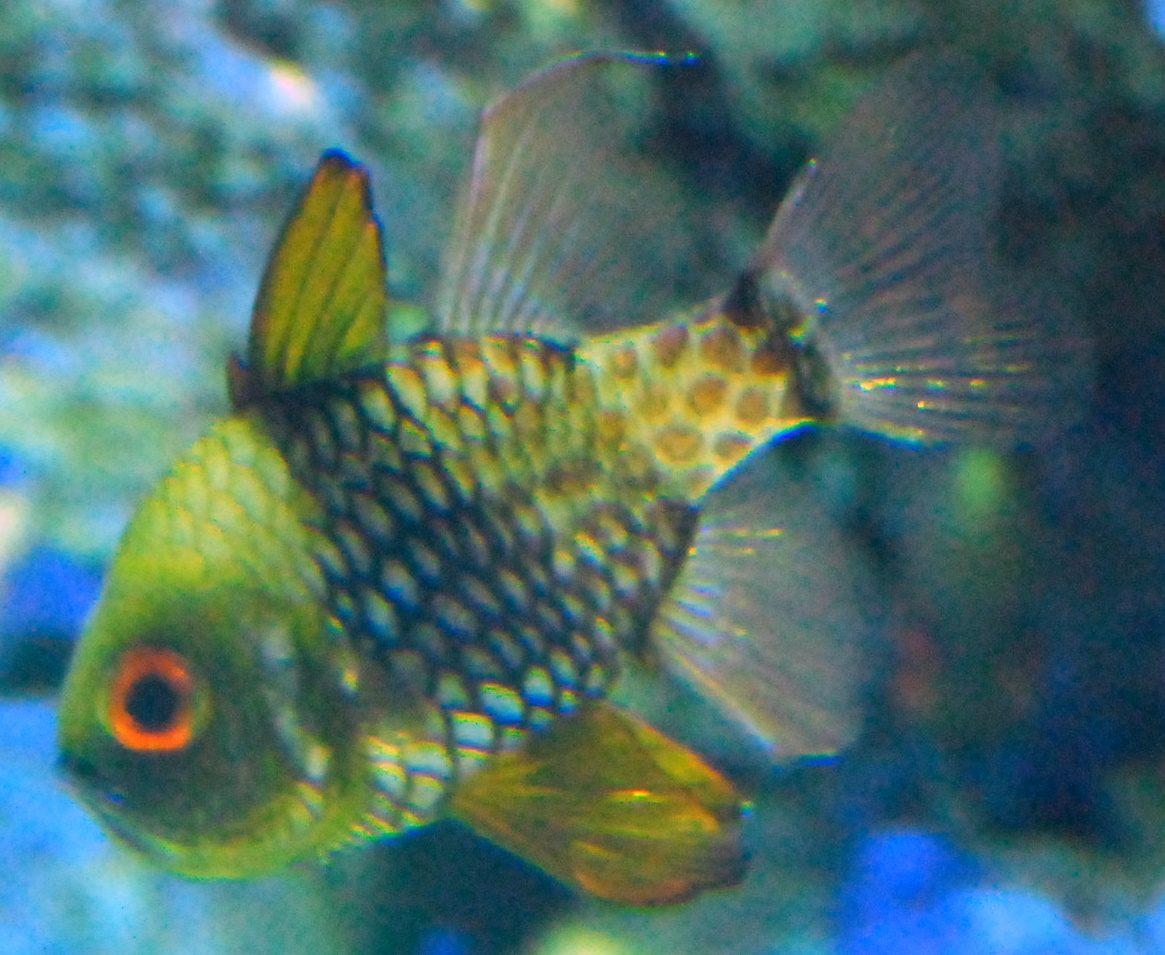
Sphaeramia nematoptera

Sphaeramia és un gènere de peixos pertanyent a la família dels apogònids.

## Hàbitat
Són peixos marins que viuen als esculls tropicals poc fondos.

## Taxonomia
- Sphaeramia nematoptera (Bleeker, 1856)[3]
- Sphaeramia orbicularis (Cuvier, 1828)[4][5][6][7][8][9][10]